# 아이작 버트

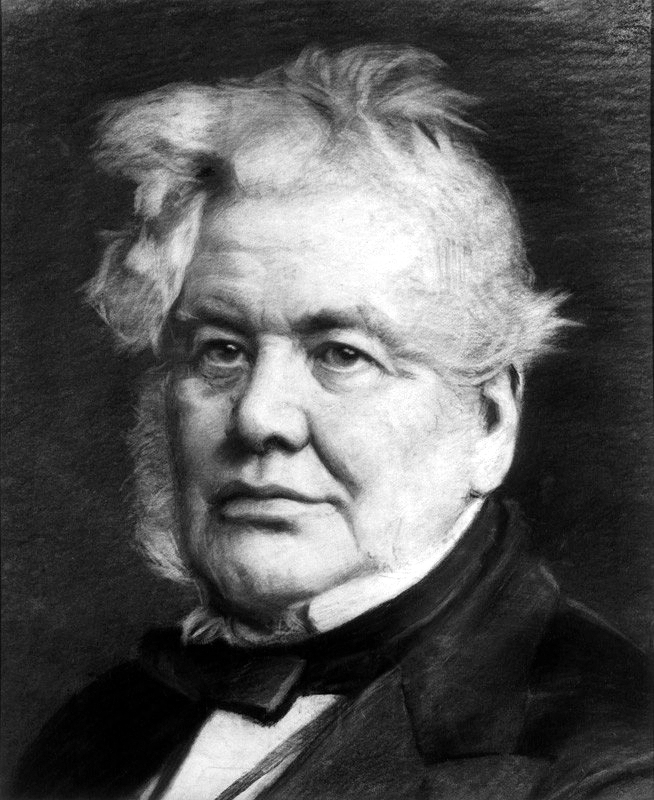
아이작 버트

아이잭 버트(Issac Butt, 1813년 9월 6일 - 1879년 5월 5일)는 자치 연맹(후에 아일랜드 의회당으로 개명)의 창립자이자 초대 지도자이다. 그는 1879년 은퇴했고 윌리엄 쇼에게 지도권을 넘겨주었다. 윌리엄 쇼는 1880년에 찰스 스튜어트 파넬에게 패배하여 총재직에서 물러났다.
그는 아일랜드 도네갈주 글렌핀에서 태어났으며 개신교 목사의 아들이었다. 그는 더블린 시의회에 토리당의 정치인으로 출마하면서 정계에 뛰어들었다. 그는 변호사로서 아일랜드의 지도자인 대니얼 오코넬을 법정에서 변호했다. 그 일로 아이작은 아일랜드 통일론자가 되었고 북아일랜드의 오렌지당원들을 아일랜드 민족주의자로 변모시켰다. 그는 1879년 5월 5일 더블린에서 사망하였고 그가 소년시절 앉아 꿈을 꾸며 시간을 보내던 나무 아래에 묻혔다.